# Ernest-Casimir de Nassau-Weilbourg
Ernest-Casimir de Nassau-Weilbourg, (en allemand Ernst Kasimir von Nassau-Weilburg), né le 15 novembre 1607 à Sarrebruck, décédé en avril 1655 à Weilbourg.
Il est comte de Nassau-Weilbourg de 1629 à 1655, comte de Nassau-Kircheim de 1651 à 1655.

## Famille
Fils de Louis II de Nassau-Weilbourg et de Anne-Marie de Hesse-Cassel.
En 1634, Ernest-Casimir de Nassau-Weilbourg épouse Anne de Sayn-Wittgenstein-Hombourg (1610-1656), (fille du comte Guillaume de Sayn-Wittgenstein-Hombourg).
Quatre enfants sont nés de cette union :
- Guillaume de Nassau-Weilbourg (1634-1634)
- Marie-Éléonore de Nassau-Weilbourg (1636-1678), elle épouse en 1660 le comte Casimir d'Eberstein (†1660)
- Casimir de Nassau-Weilbourg (1638-1639)
- Frédéric de Nassau-Weilbourg, comte de Nassau-Weilbourg.

Ernest-Casimir de Nassau-Weilbourg appartint à la huitième branche (branche cadette de Nassau-Weilbourg) issue elle-même de la septième branche (Nassau-Weilbourg) de la Maison de Nassau. Cette lignée cadette de Nassau-Weilbourg appartient à la tige valmérienne qui donna des grands-ducs au Luxembourg.
Ernest-Casimir de Nassau-Weilbourg est l'ascendant de l'actuel grand-duc Henri Ier de Luxembourg.

## Sources
- Detlev Schwennicke : Europäische Stammtafeln, 1980.